# Mallestigita
La mallestigita és un mineral de la classe dels sulfats, que pertany al grup de la fleischerita. S'anomena així per la localitat tipus: Mallestiger Mittagskogel, Finkenstein, Karawanken, Caríntia, Àustria. És l'anàleg d'antimoni de la fleischerita.

## Classificació
Segons la classificació de Nickel-Strunz, la mallestigita pertany a «07.DF - Sulfats (selenats, etc.) amb anions addicionals, amb H₂O, amb cations de mida mitjana i grans» juntament amb els següents minerals: uklonskovita, caïnita, natrocalcita, metasideronatrita, sideronatrita, vlodavetsita, fleischerita, schaurteïta, despujolsita, slavikita, metavoltina, peretaïta, lannonita, gordaïta, clairita, arzrunita, elyita, yecoraïta, riomarinaïta, dukeïta i xocolatlita.

## Característiques
La mallestigita és un sulfat de fórmula química Pb₃Sb(SO₄)(AsO₄)(OH)₆(H₂O)₃. Cristal·litza en el sistema hexagonal. Pot ser confosa amb el quars (quan es troba en hàbit prismàtic) i amb la mimetita.

## Formació i jaciments
Es forma en fractures estretes en calcàries. Es forma a partir de l'alteració de la galena i la tetraedrita. S'ha descrit a Alemanya, Àustria i Itàlia.